# Andrea Jenkins
Pour les articles homonymes, voir Jenkins.
Andrea Jenkins, née le 10 mai 1961, est une femme politique, écrivaine, artiste de performance, poète et militante transgenre américaine. Elle est connue pour être la première femme noire ouvertement transgenre élue à une fonction publique aux États-Unis, siégeant depuis janvier 2018 au conseil municipal de Minneapolis et en tant que présidente du conseil depuis janvier 2022.
En 1979, Andrea Jenkins déménage au Minnesota. Elle fréquente l'université du Minnesota et est embauchée par le gouvernement du comté de Hennepin, où elle travaille pendant une décennie. Andreas Jenkins travaille comme membre du personnel du conseil municipal de Minneapolis pendant 12 ans avant de commencer à travailler en tant que conservatrice sur le Projet d'Histoire orale transgenre (Transgender Oral History Project en anglais) du fonds Jean-Nickolaus Tretter de l'université du Minnesota en études gays, lesbiennes, bisexuelles et transgenres.

## Jeunesse et éducation
Née en 1961, Andrea Jenkins grandit à North Lawndale, à Chicago,. Ainée de sa famille, elle a une sœur biologique. Sa mère les a élevé avec deux enfants de sa sœur. Elle déclare avoir grandi dans « une communauté ouvrière à faible revenu » et « vivre dans des endroits assez difficiles ». Elle est élevée par une mère célibataire, Shirley Green, qui est « très aimante et très soucieuse que nous ayons une bonne éducation ».
Alors qu'elle est jeune et se présente encore comme un homme, elle fait partie d'un club scouts, et joue au football à la Robert Lindblom Math & Science Academy avant de déménager à Minneapolis en 1979 pour fréquenter l'université du Minnesota,,. Elle y intègre une fraternité, où elle est outée par un camarade chambre. Elle a été expulsée de sa fraternité, ce qui l'a obligé à retourner à Chicago. A son retour à Chicago chez sa mère, elle fait son coming-out bisexuel.
Dans sa vingtaine, Andrea Jenkins épouse une femme, avec qui elle a un enfant puis divorce,. À 30 ans, elle fait son coming out comme femme transgenre et commence sa transition de genre,. Jenkins retourne terminer son bachelor à la Metropolitan State University à l'âge de 38 ans. Elle obtient ensuite une première maîtrise en écriture créative à l'université Hamline et une seconde en développement économique communautaire à la Southern Université du New Hampshire. Pendant cette période, Andrea Jenkins travaille comme conseillère d'orientation pour le gouvernement du comté de Hennepin. En 2018, elle termine le programme John F. Kennedy School of Government de l'université de Harvard destiné aux cadres supérieurs des gouvernements d'État et locaux en tant que boursière de la David Bohnett LGBTQ Victory Institute Leadership.

## Carrière

### Gouvernement local
Andrea Jenkins travaille pendant une décennie en tant que conseillère d'orientation avec le comté de Hennepin,. En 2001, Robert Lilligren, qui se présente au conseil municipal de Minneapolis, demande à Andrea Jenkins de faire partie de sa campagne. Après son élection, Andrea Jenkins rejoint le personnel de Lilligren où elle travaille comme assistante pendant quatre ans.
En 2005, Elizabeth Glidden est élue au conseil municipal et embauche Andrea Jenkins comme assistante, en partie pour le vaste réseau qu'elle a construit pendant son séjour au bureau de Lilligren. Alors qu'elle fait partie du personnel de Glidden, Andrea Jenkins obtient une bourse destinée aux questions transgenres et aide à créer le groupe de travail sur les questions transgenres en 2014. Cette année-là, elle organise un sommet du conseil municipal sur l'équité transgenre destiné à mettre en évidence les problèmes auxquels les personnes trans du Minnesota sont confrontées.
En 2015, après 12 ans en tant qu'assistante politique au conseil municipal de Minneapolis, Jenkins commence à travailler à la collection Jean-Nickolaus Tretter de l'université du Minnesota en études gays, lesbiennes, bisexuelles et transgenres, où elle organise le Transgender Oral History Project (TOHP) . Lisa Vecoli, conservatrice de la collection Tretter, note que les matériaux de la collection ont tendance à être axés sur les hommes blancs homosexuels. Dans son rôle de conservatrice du TOHP, Andrea Jenkins cherche à élargir les récits trans archivés dans la collection en enregistrant les histoires orales de 300 personnes, totalisant jusqu'à 400 heures d'entretiens.

### Conseil municipal de Minneapolis
En décembre 2016, Andrea Jenkins annonce qu'elle se présente aux élections pour représenter le 8e quartier de Minneapolis au conseil municipal alors que Elizabeth Glidden, qui occupe le siège, annonce qu'elle ne se représente pas. Le slogan de la campagne d'Andrea Jenkins est « Leadership. Access. Equity ». Avec Hayden Mora, Jenkins fonde le Trans United Fund, un comité d'action politique pour aider les candidats transgenres. Le 7 novembre 2017, Andrea Jenkins remporte l'élection avec plus de 70% des voix. Le conseil municipal de Minneapolis n'a que six autres membres noirs. Lors des élections de 2017, trois membres noirs du conseil remportent l'élection. Elle est élue vice-présidente du conseil municipal par les autres conseillers peu après son élection. Depuis lors, elle est également présidente du nouveau sous-comité sur l'équité raciale et aide à créer un comité consultatif communautaire sur l'équité raciale composé de résidents de la ville.
Le quartier qu'Andrea Jenkins représente comprend l'intersection de la 38e rue et de l'avenue Chicago où George Floyd est assassiné par un policier de Minneapolis le 25 mai 2020. Elle soutienne initialement l' abolition du département de police de Minneapolis à la suite du meurtre de George Floyd. Mais à la suite d'une récente vague de tirs dans le quartier, Andrea Jenkins déclare finalement que la police doit continuer et faire son travail. Elle pense aussi que la ville devrait se concentrer sur « la création de plus d'écoles, de logements et d'autres services offrant à la population une alternative a la criminalité ».
Andrea Jenkins est réélue au conseil municipal de Minneapolis en novembre 2021 et est nommée présidente du conseil municipal le 10 janvier 2022, lors d'un vote unanime,.

#### Incident de blocage de véhicule
Le 27 juin 2021, Jenkins, alors vice-présidente du conseil municipal de Minneapolis, est impliquée dans une confrontation avec des militants de la justice raciale lors d'une marche des fierté au centre-ville de Minneapolis. Le groupe inclut Donald Hooker Jr, un leader de la Twin Cities Coalition for Justice 4 Jamar (en référence à Jamar Clark, un homme noir qui s'est fait abattre par la police). Ils bloquent la voiture dans laquelle Andrea Jenkins se trouve pendant plusieurs heures et lui présente une liste de six demandes que Jenkins est invitée à signer. Les demandes incluent l'abandon des charges contre les manifestants lors des récentes manifestations, l'appel à la démission immédiate du maire de Minneapolis, Jacob Frey, une fermeture plus longue de George Floyd Square et le partage de plus d'informations sur les enquêtes sur les récents meurtres commis par la police. Après qu'Andrea Jenkins signe l'accord, les militants s'écartent pour permettre au véhicule de repartir, , . Donald Hooker poste une vidéo de 23 minutes d'une partie de la rencontre sur Facebook. Après l'incident, Andrea Jenkins déclare qu'elle a été retenue otage par les protestants, et que « Chaque citoyen de cette ville a le droit de faire valoir ses préoccupations, mais aucun citoyen n'a le droit de détenir et de contraindre quiconque à faire quoi que ce soit, y compris les élus ».

## Reconnaissance médiatique
En 2010, Andrea Jenkins remporte la bourse Naked Stages de la Jerome Foundation And Pillsbury House Theatre. Elle crée Body Parts: Reflections on Reflections.
Jenkins est l'une des dizaines de femmes présentées sur la couverture de Time du 29 janvier 2018. L'article porte sur les nombreuses femmes qui se sont présentées aux élections en 2017 et 2018. Cinq des femmes présentées sont des candidates lesbiennes et transgenres, toutes bénéficiaires de l'argent du LGBTQ Victory Fund.
En juin 2020, en l'honneur du 50e anniversaire de la première Marche des fiertés, Queerty la nomme parmi les cinquante héros « conduisant la nation vers l'égalité, l'acceptation et la dignité pour tous »,. En 2022, elle fait partie de liste Fast Company Queer 50.

## Vie privée
Andrea Jenkins est une artiste de performance, une poétesse et une écrivaine qui s'identifie comme bisexuelle et queer, . Elle est grand-mère. Sa propre mère vit maintenant dans le quartier 8. Elle a un partenaire depuis huit ans. Andrea Jenkins est diagnostiquée avec une sclérose en plaques en 2018,.
Elle participe au mouvement Trans Lives Matter et préside le conseil d'administration d'Intermedia Arts. En 2015, Andrea Jenkins est grand maréchal de la Twin Cities Pride Parade. Jenkins cite Barack Obama, Harold Washington, le Black Panther Party, Jeremiah Wright et Jesse Jackson comme l'ayant influencée et l'ayant conduite à s'impliquer dans la politique.